# Euselasia charilis
Euselasia charilis is een vlindersoort uit de familie van de prachtvlinders (Riodinidae), onderfamilie Euselasiinae.
Euselasia charilis werd in 1868 beschreven door H. Bates.